# 屠夫渡口
《屠夫渡口》（英語：Butcher's Crossing）是美國作家約翰·威廉斯於1960年出版的西部小說。故事講述了年輕的哈佛學生威廉·安德魯斯（William Andrews）放棄了原有生活前往美國西部探索。他在1870年代初期堪薩斯州的虛構邊境小鎮上加入了一次野牛狩獵探險隊，沿途直面大自然的殘酷現實，並在他們試圖出售水牛皮的過程中倖存下來。一路上，受到拉尔夫·沃尔多·爱默生影響的安德魯斯思考了對自然的人生目標。
2021年薩班影業取得版權，以製作改編電影；尼可拉斯·凱吉簽約演出，2022年發行。

## 背景
《屠夫渡口》是約翰·威廉斯繼《徒留暗夜》（Nothing But the Night）後的第二部小說。本書被外界視為「寫實」西部小說的先驅，其他類似的作品如戈馬克·麥卡錫的《血色子午線》和奧克利·霍爾的《術士》。威廉斯在寫書時受到反思西部的影響：「西部主題經歷了盲目定型的處理。」他對這種定型的想法創作了《屠夫渡口》，當中更強調了西部邊境的嚴峻生活。小說主角威廉·安德魯斯（William Andrews）深受愛默生哲學中人與自然和諧思想的影響。